# Maurício Souza
Maurício Luiz de Souza (ur. 26 września 1988 w Iturama) – brazylijski siatkarz, reprezentant kraju, grający na pozycji środkowego. 

## Sukcesy klubowe
Mistrzostwo Brazylii:
- 2021
- 2012, 2016
- 2008, 2015, 2018

Klubowe Mistrzostwa Ameryki Południowej:
- 2009, 2013
- 2020

Superpuchar Turcji:
- 2013

Puchar Turcji:
- 2014

Liga Mistrzów:
- 2014

Mistrzostwo Turcji:
- 2014

Puchar Brazylii:
- 2015

Superpuchar Brazylii:
- 2019, 2020

## Sukcesy reprezentacyjne
Mistrzostwa Świata Juniorów:
- 2007

Igrzyska Panamerykańskie:
- 2011
- 2015

Letnia Uniwersjada:
- 2011

Mistrzostwa Ameryki Południowej:
- 2011, 2013, 2017

Puchar Panamerykański:
- 2013

Liga Światowa:
- 2013, 2014, 2016, 2017

Puchar Wielkich Mistrzów:
- 2013, 2017

Igrzyska Olimpijskie:
- 2016

Mistrzostwa Świata:
- 2018

Memoriał Huberta Jerzego Wagnera:
- 2019

Puchar Świata:
- 2019

Liga Narodów:
- 2021

## Nagrody indywidualne
- 2013: Najlepszy środkowy i blokujący Pucharu Panamerykańskiego
- 2016: Najlepszy środkowy Ligi Światowej
- 2021: Najlepszy środkowy turnieju finałowego Ligi Narodów